# Sites mégalithiques des Hautes-Alpes
Cet article présente la liste des sites mégalithiques des Hautes-Alpes, en France.

## Inventaire non exhaustif
| Nom usuel                         | Commune                  | Remarque | Protection | Coordonnées                 | Illustration |
| --------------------------------- | ------------------------ | -------- | ---------- | --------------------------- | ------------ |
| Tumulus de Saint-Pancrace         | La Bâtie-Neuve           |          | détruit    |                             |              |
| Dolmen de Châteauroux             | Châteauroux-les-Alpes    |          |            | 44° 36′ 56″ N, 6° 31′ 18″ E |              |
| Pierre Fiche                      | Château-Ville-Vieille    | menhir   |            | 44° 46′ 06″ N, 6° 49′ 45″ E |              |
| Dolmen de Notre-Dame de Bois Vert | La Fare-en-Champsaur     |          | détruit    |                             |              |
| Dolmen de Camargues               | Gap                      |          |            | 44° 33′ 33″ N, 6° 04′ 38″ E |              |
| Dolmen de Roranches               | Saint-Jean-Saint-Nicolas |          | détruit    |                             |              |
| Dolmen des Serres des Fourches    | Tallard                  |          | détruit    |                             |              |